# شالاکو (فیلم)
شالاکو (به انگلیسی: Shalako) فیلمی وسترن محصول بریتانیا و آلمان ۱۹۶۸ به کارگردانی ادوارد دمیتریک و با بازی شان کانری و بریژیت باردو است. این فیلم در استودیوهای شپرتون در نزدیکی لندن با طراحی کارگردان هنری اثر هربرت اسمیت ساخته شده‌است.

## خلاصه داستان
شالاکو ماجرای چند شکارچی اروپایی است که در سال 1880 در مکزیک  به آپاچیها برخورد می‌کنند و یک عضو سابق سوارکاران ارتش به آنها کمک می‌کند تا بتوانند از این موقعیت جان سالم به در ببرند.

## یادداشت
1. ↑  Financial Close-Up of a Movie Cliff-Hanger: Financing of a Movie in Spain Turns Out to Be a Cliff-Hanger
By TAD SZULC Special to The New York Times. New York Times (1923-Current file) [New York, N.Y] 01 Apr 1968: 69.
2. ↑  "ABC's 5 Years of Film Production Profits & Losses", Variety, 31 May 1973 p 3